# ユーバクテリウム
ユーバクテリウム（Eubacterium）は、Eubacteriaceae科のグラム陽性菌の属である。これらの細菌は、堅い細胞壁を特徴とする。ユーバクテリウムは運動性または非運動性のいずれかでもあり得る。運動性の場合には、鞭毛を有する。典型的な鞭毛は、基底小体、鞭毛繊維及びフック（ユニバーサルジョイント）で構成される。 長い鞭毛繊維は、細菌が動くのを助ける器官である。
グラム陽性菌は、厚いプロテオグリカン層（ペプチドグリカン）を有し、バイオレットグラム染色を受ける。（なお、グラム陰性菌は、免疫応答誘導性のリポ多糖の層によって菌が囲まれ、グラム染色を受けないより薄いプロテオグリカン層を有する。）この属の種は、細菌性膣炎の女性から単離されている。